# Paul Frankl
Paul Frankl (22. dubna 1878 Praha – 30. ledna 1962 Princeton) byl americký historik umění židovského původu narozený v Praze. Věnoval se především vývoji architektury, jeho práce byly ovlivněny gestaltismem. Frankl zavedl pojem "akyrismus", který říká, že významy umění se neustále mění podle toho, jak se mění kontext. K jeho nejznámějším knihám patří Gothic Architecture (1962).

## Život
Narodil se v Praze do významné rabínské rodiny Spira-Franklů. V roce 1896 absolvoval německé Staats-Obergymnasium v Praze. Jeden rok sloužil jako poručík v rakousko-uherské armádě. Aby zlepšil své šance na vysokoškolské studium v Německu, konvertoval ke katolicismu. Zahájil studium architektury na Technische Hochschule v Mnichově a později přestoupil na techniku v Berlíně, kde v roce 1904 promoval. 
Během svého pobytu v Berlíně se seznámil s psychologem a rovněž pražským rodákem Maxem Wertheimerem, který ho seznámil s gestalt psychologií a také ho seznámil s jeho budoucí ženou, hudebnicí Else Herzbergovou (nakonec spolu měli pět dětí).
V roce 1908 Frankl opustil práci architekta a začal studovat filozofii, historii a dějiny umění na Ludwig-Maximilians-Universität v Mnichově pod vedením Heinricha Wölfflina a Bertholda Riehla. Riehl vedl Franklovu doktorskou disertační práci o jihoněmecké malbě na skle v 15. století. 
Poté pracoval jako Wölfflinův asistent. Habilitoval se prací, v níž nabídl systematickou definici formálních principů architektury od renesance. Od roku 1914 do roku 1920 zastával pozici privátního docenta. Učil na univerzitě v Mnichově a zároveň přispíval do Handbuch der Kunstwissenschaft. V roce 1914 vydal svou první teoretickou práci Die Entwicklungsphasen der neueren Baukunst (1914). Navrhl v ní čtyři hlavní kategorie uměleckohistorické analýzy - prostorovou kompozici, zacházení s hmotou a povrchem, zpracování optických efektů a vztah designu a sociální funkce. 
V roce 1921 se stal řádným profesorem na univerzitě v Halle. Zde rozvinul zájem o středověkou architekturu. Jeho studie Die frühmittelalterliche und romanische Baukunst (1926) nově rozlišuje mezi románskou a gotickou architekturou - první je dle něj "aditivní", "frontální" a "strukturální", zatímco druhá je "částečná", "diagonální" a "texturální". 
Nacisté ukončili Franklovo působení v Halle v roce 1934. Po odchodu z univerzity se vrátil do Mnichova a napsal své monumentální pojednání Das System der Kunstwissenschaft (1938), které nabídlo komplexní dějiny umění založené na fenomenologii a morfologii. Kniha byla vydána sice v němčině, ale v Československu, protože židovští autoři v Německu již měli publikační možnosti omezené (jeho konverze ke katolicismu pro nové rasové teoretiky již nehrála roli).  
V roce 1938 odcestoval do Spojených států amerických, kde hledal práci a útočiště před nacistickou mocí. Nebylo to pro něj jednoduché, protože ačkoli mluvil plynně sedmi jazyky, angličtina k nim nepatřila. Navzdory tomu Frankl krátce učil na dobrovolnickém semináři, který organizoval Julius S. Held. Po šesti měsících Franklovi vypršelo vízum a vážně onemocněl. Aby mohl požádat o americké občanství, odplul na Kubu a znovu vstoupil do Spojených států amerických se statusem přistěhovalce. V roce 1939 získal s pomocí Maxe Wertheimera, Paula Oskara Kristellera a Erwina Panofskyho místo historika umění na Institutu pokročilých studií na Princetonské univerzitě. V roce 1949 získal na univerzitě definitivu. 
Čtyři dny po Křišťálové noci uprchla Franklova manželka Elsa a dcera Susanne z Mnichova do Dánska. Poté odjela do Anglie, kde však byla internována jako "nepřátelský cizinec" na ostrově Man. Stejný osud potkal syna Wolfganga, který za matkou do Anglie přijel. Dcera Susanne utekla z Dánska do neutrálního Švédska, v rámci dánské operace na záchranu Židů před nacistickými okupanty. Další dcera, Johanna, přežila válku v Berlíně, před perzekucí ji ochránil status manželky "árijce". Franklova nejmladší dcera, Regula, přijela brzy po otci do Spojených států amerických.
Hrůzy války přiměly Frankla k určité politické reflexi, v níž byl ovlivněn zejména Albertem Einsteinem, který v Princetonu rovněž působil a pozval Frankla do výboru, který měl vymyslet řešení, jak zabránit opakování podobné globální krize. Pod Einsteinovým vlivem se přiklonil k myšlence světové vlády. Rozpracoval tuto tezi v knize Welt Regierung (1948).
Frankl se vrátil do Evropy v roce 1947 s podporou Guggenheimova grantu. Dva roky studoval evropské katedrály a vyučoval na evropských univerzitách. Po návratu do Spojených států amerických napsal knihy The Gothic: Literary Sources and Interpretations through Eight Centuries (1960) a Gothic Architecture (1962), kterou dokončil v den své smrti.  
Franklova práce ovlivnila mnoho německých historiků architektury, jako byli Siegfried Giedion a Nikolaus Pevsner. Franklovým přímým žákem byl Richard Krautheimer.